# 葉苅町
葉苅町（はかりちょう）は、愛知県津島市の地名。

## 地理
津島市北東部に位置する。東は蛭間町・青塚町、西は愛西市、南は宇治町、北は青塚町・愛西市に接する。

### 字一覧
- 現行字についての五十音順で配列している。読みはYahoo地図による[7]。明治15年当時の字は『愛知県地名収攬』337頁（葉苅村）による。

| 現行字                 | 明治15年当時                 |
| ---------------------- | ---------------------------- |
| 青塚前（あおつかまえ） |                              |
| 稲葉（いなば）         | 稲葉（いなば）               |
|                        | 戌亥出（いぬいで）           |
|                        | 宇治浦（うぢうら）           |
|                        | 鎌出（かまで）               |
|                        | 上ノ割（かみのわり）         |
|                        | 河田（かわた）               |
| 北町（きたまち）       |                              |
|                        | 北屋敷（きたやしき）         |
|                        | 九日田（ここぬかた）         |
|                        | 五十歩割（ごしつぽわり）     |
|                        | 十一歩割（じういつぼのわり） |
|                        | 角田（すみだ）               |
|                        | 太之田（たのだ）             |
|                        | 塚前（つかまゑ）             |
|                        | 寺浦（てらうら）             |
|                        | 中八畝割（なかやせわり）     |
|                        | 名古屋道（なこやみち）       |
|                        | ■シ（ならし）                |
|                        | 西中ノ割（にしなかのわり）   |
|                        | 西八畝割（にしはつせわり）   |
|                        | 西江戸（にしゑど）           |
|                        | 東中ノ割（ひかしなかのわり） |
|                        | 東八畝割（ひかしやせわり）   |
|                        | 東江戸（ひかしゑど）         |
|                        | 福部（ふくべ）               |
| 南町（みなみまち）     |                              |
|                        | 村前（むらまゑ）             |
|                        | 元橋詰（もとはしつめ）       |
|                        | 元屋敷（もとやしき）         |
|                        | 横枕（よこまくら）           |
| 綿掛（わたかけ）       | 綿掛（わたかけ）             |
|                        | 長田（をさだ）               |
|                        | 鯲田（をでん）               |

## 歴史

### 沿革
- 戦国時代 - 尾張国海東郡内の「はかり郷」として記録に残り、天正年間には佐渡七左衛門の所領が所在したとされる[1]。
- 江戸時代 - 尾張藩領佐屋代官所支配の葉苅村として所在した[1]。
- 1889年（明治22年） - 合併に伴い、野間村大字葉苅となる[1]。
- 1906年（明治39年） - 合併に伴い、神守村大字葉苅となる[1]。
- 1955年（昭和30年）1月1日 - 合併に伴い、津島市葉苅町となる[1]。

## 世帯数と人口
2018年（平成30年）1月1日現在の世帯数と人口は以下の通りである。
| 町丁   | 世帯数  | 人口  |
| ------ | ------- | ----- |
| 葉苅町 | 244世帯 | 628人 |

### 人口の変遷
国勢調査による人口の推移
| 1995年（平成7年）  | 677人 | [ 9 ]  |  |
| 2000年（平成12年） | 750人 | [ 10 ] |  |
| 2005年（平成17年） | 860人 | [ 11 ] |  |
| 2010年（平成22年） | 869人 | [ 12 ] |  |
| 2015年（平成27年） | 844人 | [ 13 ] |  |

## 学区
市立小・中学校に通う場合、学区は以下の通りとなる。また、公立高等学校に通う場合の学区は以下の通りとなる。
| 番・番地等 | 小学校             | 中学校             | 高等学校 |
| ---------- | ------------------ | ------------------ | -------- |
| 全域       | 津島市立蛭間小学校 | 津島市立神守中学校 | 尾張学区 |

## 施設
- 浄土宗長福寺[1]北緯35度11分38.6秒 東経136度45分39.5秒 / 北緯35.194056度 東経136.760972度
- 熊野社[1]
- 葉苅団地[6]

## その他

### 日本郵便
- 郵便番号 : 496-0009[4]（集配局：津島郵便局[16]）。